# ゲロン (シュラクサイの僭主)

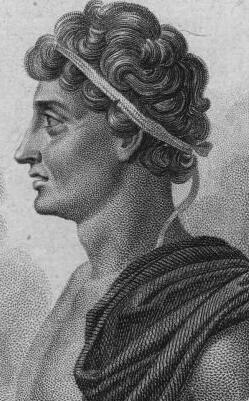
ゲロン

ゲロンまたはゲロ（Γέλων, Gelon - 紀元前478年）は紀元前5世紀のゲラ（現在のジェーラ）およびシュラクサイ(現在のシラクサ)の僭主。

## 権力掌握まで
ゲロンはデイノメネスの息子で、ヘロドトスによると祖先はエーゲ海のテロスからシケリア（シチリア）に渡ったゲラの建設者の一人であった。親類の一人であるテリネスは、デーメーテールを含む大地の女神を祭る儀式を通じて、ゲラの民族紛争の後に住民を和解させたと言われた。このため彼の子孫達はこれらの女神崇拝の神職を継承しており、ゲロンもこの宗教の神官であったと思われる。彼の兄弟にはヒエロン1世、トラシュブロスおよびポリゼロスがいる。デイノメネスは彼の子息達の運命に関する神託を問うたことがあったが、ゲロン、ヒエロン、トラシュブロスは僭主になる運命であると告げられた。
ゲロンはシケリアの他の都市の僭主達と何度も戦い、恐るべき戦士であるとの評判を得た。彼の能力は抜きん出ていたため、僭主ヒポクラテスの騎兵部隊の司令官となった。司令官としても、後に彼自身が征服することになるシュラクサイとの戦闘を含む幾つもの戦いで重要な役割を果たした。

## 権力掌握
しかし、ゲロンが権力を拡大させたのは、ヒポクラテスがシケリア先住民であるシケル人との戦いで戦死した後であった。ヒポクラテスの死後、彼の息子がその後継者となったが、ゲラの市民はこの一族の支配に不満を感じており、これに反乱した。ゲロンはヒポクラテスの子息達を支えることを口実に、この反乱を鎮圧した。その後、彼は軍隊を使って自身の権力を確立した。ヒポクラテスが占領した領土を引き継ぎ、東はゲラ、ナクソス、北東はザンクル（現在のメッシーナ）、南はカマリナまでの僭主となった。

## シュラクサイの僭主となる
ゲロンはその後、5年間はゲラおよび他の都市を僭主として平和に治めた。紀元前485年、ガモリと呼ばれるシュラクサイの貴族達がシュラクサイの一般市民から追放され、援助を求めてゲロンの所に来た。これを領土拡大の機会と捉えたゲロンは大軍をシュラクサイに送り、ほとんど、または全く抵抗を受けずにこれを占領し、ガモリをシュラクサイに復帰させた。
紀元前485年、ゲロンはついにシュラクサイの僭主となり、ゲラには弟のヒエロンを残した。ヘロドトスによれば、彼はゲラ市民の半数をシュラクサイに移住させ、加えてカマリナの全貴族を追放した。
ゲロンは続いて近隣のエウボエアとメガラ・ヒュブラエア（紀元前483年）を征服し、貴族を追放して他の住民は奴隷とした。ヘロドトスによると、ゲロンは高貴な家庭に生まれ、貴族階級に囲まれて育ったため、下層階級の人間を気にかけることはなかった。
ゲロンの支配の下、シュラクサイは繁栄した。シュラクサイに壮大な建築物を建てるとともに、傭兵を用いて巨大な軍隊を設立した。傭兵の多くは先住民のシケル人で、いくらはギリシア本土から雇われ、総兵力は10,000に達した。これら傭兵の多くはかつてゲロンと戦った経験があったと思われる。これら傭兵にはシュラクサイの市民権が与えられた、
ゲロンはゲラ西方のアクラガス（現在のアグリジェント）の僭主テロンの娘と結婚し、アクラガスと同盟を結んだ。紀元前481年にはアテナイの使節が訪れ、予想されるクセルクセス1世のペルシア帝国との戦争に対する支援を求めた。ゲロンは自分がギリシア陸軍または海軍の司令官に任じられた場合、陸兵28,000と200隻を提供すると回答した。しかしどちらの地位も得られなかったため、ギリシア本土に対する兵の派遣も補給の提供も拒否した。実際には、ペルシア軍が勝利した場合に備えて、クセルクセスに対する贈り物の準備もしていた。

## ヒメラの戦い
ゲロンがギリシア本土を支援しなかった理由の一つとして、シケリア西部に対するカルタゴの脅威があった（シケリア西部にはフェニキア人の殖民都市があったが、紀元前560年頃には同じフェニキア人の都市国家であるカルタゴの支配下に入っていた）。アクラガスのテロンはヒメラの僭主テリルスに勝利したが、これによってシケリアの独立がカルタゴに脅かされることになってしまった。ヒメラを奪回するために、テリルスはカルタゴに渡って支援を求めた。カルタゴはテリルスの懇願を受け入れた。カルタゴはシケリアにおける影響力と領土拡大を狙っており、予想されるペルシアのギリシア侵略は絶好の機会であった。
何人かの学者はクセルクセスとカルタゴは連絡を取っており、東西からギリシア本土およびその植民都市を同時に攻撃し、お互いに支援できないようにすることを狙っていたと考えている。何れにせよ、紀元前480年にカルタゴはハミルカルが率いる300,000の兵力を持ってシケリア北岸のパノルムス（現在のパレルモ）に上陸し、ヒメラに向かって進んだ。ゲロンは同盟関係にあるテロンの危機を知り、歩兵50,000と騎兵5,000と共にヒメラに向かった。
ゲロンの部隊の一部は、近くのセリヌスからの同盟軍を装って、カルタゴ軍野営地に侵入することに成功した。内部に入ると、野営地を見下ろす山岳部にいたゲロンの他の部隊に連絡し、ハミルカルの不目に火をつけた。続く戦闘はゲロンとテロンの決定的勝利に終わり、カルタゴ軍はハミルカルを含む150,000を失った。
カルタゴ軍野営地での略奪物と、講和条件としてカルタゴから支払われた2,000タレントの賠償金は、ゲロンとその兵および同盟都市に分配され、また多量の資金がシュラクサイの新しい神殿の建設に使われた。ヘロドトスによると、ゲロンがシュラクサイに戻った際にシュラクサイ市民との会合を開き、ハミルカルとの戦争でとった行動と戦利品を分配した方法を説明した。ゲロンは彼が間違った行動をとった場合は彼を殺し、シュラクサイを市民自身が支配して良いと述べた。市民はゲロンを引き続きシュラクサイの僭主として認め、次の2年間の統治の間は平和が維持された。

## 死および後継者
7年間シュラクサイを支配した後、ゲロンは紀元前478年に死去した。シュラクサイとその同盟の支配は、弟のヒエロンが引き継ぎ10年間その座にあった。ヒエロンの死後、僭主の座を誰が引き継ぐかの混乱が起こり、シュラクサイ同盟は解体した。

## シケリアおよびギリシアの歴史への影響
ゲロンのギリシアに対する、より明確にはシケリアに対する第一の貢献は、シュラクサイをその首都とし、「西部最大のギリシア都市」に変えたことである（紀元前415年頃の人口は25万人程度でアテナイに匹敵した）。シュラクサイの立地条件もその役割に最適であった。シュラクサイはオルティージャ島に建設され、シケリア本島の半島と地峡でつながっていた。イオニア海を隔てた東側にはギリシア本国があり、良い港を持っていた。
ゲロンは本島のアクラディナ要塞から海にかけて城壁を築き、シュラクサイを難攻不落とした。また、これまでシケリアでは実施されたことはなかった手法であったが、占領した都市から裕福な市民を移住させ、シュラクサイの富を増やした。ギリシア劇場を建設して街の文化レベルを上げ、ヒメラの勝利の後には華麗なアテーナー神殿を建設した。これらはシュラクサイの歴史に長い間影響を与えた。後年のローマ帝国やビザンチン帝国にとっても重要な拠点であり続け、現在でもシチリアおよびイタリアの歴史において重要な都市である。
ゲロンのもう一つの功績はヒメラの戦いでのカルタゴに対する勝利である。戦いの時期、場所ともに極めて重要であった。もしもハミルカルがゲロンとテロンが率いるシケリアの大軍に勝利していたとすれば、もしそれを望んだ場合にはシケリア全体をカルタゴが征服できたであろうことはほとんど疑いない。ペルシアとの戦いのために、ギリシア本土から援軍を送ることは不可能であったであろう。多くの歴史家が信じていることであるが、ペルシアとカルタゴ両軍は連絡をとっており、ゲロンがヒメラで敗北したならば、ギリシア本土もペルシアとカルタゴに挟み撃ちにされたであろう。その場合は、ギリシア文化は消滅したと思われる。しかし実際には紀元前480年にハミルカルに勝利したことにより、ゲロンはシケリアをカルタゴの脅威から解放し、次の70年間カルタゴはシケリアに侵攻しなかった。
ゲロンはその配下の市民から、少なくともヒメラの戦いの勝利に対して、尊敬を受けていた。彼の死後、公共の支出によって彼の墓と像が作られた。
征服した都市の住民を手荒く取り扱ったにもかかわらず、尊敬される僭主としての彼の評判は時を経ても残った。彼の死から150年後にティモレオンがシケリアに民主政を導入するために過去の僭主の記憶を全て消し去ろうとした際に、ゲロンの像は残されたことが、彼のシケリアに対する大きな影響を物語っている。

## 参考資料
- Bury, John B. History of Greece to the Death of Alexander the Great. Macmillan, 1922. 298-303.
- Freeman, Edward A. The History of Sicily from the Earliest Times : From the beginning of Greek settlement to the beginning of Athenian intervention. Vol. 2. At the Clarendon P, 1891. 122-33.
- "Gelon." Encyclopædia Britannica.  2008. Encyclopædia Britannica Online School Edition.  4  December   2008  <http://school.eb.com/eb/article-9036333>.
- Hart, John. Herodotus and Greek History. Taylor & Francis, 1982. 62.
- Munn, Mark H. The Mother of the Gods, Athens, and the Tyranny of Asia : A Study of Sovereignty in Ancient Religion. New York: University of California P, 2006. 91-92.
- Oman, Charles. A History of Greece from the Earliest Times to the Death of Alexander the Great. Longmans, Green, and Co., 1901. 232-34.
- Rollin, Charles. The Ancient History of the Egyptians, Carthaginians, Assyrians, Babylonians, Medes and Persians, Macedonians and Grecians. Vol. 2. J.B. Lippincott & Co., 1869. 171-73.
- Smith, William. A Dictionary of Greek and Roman Biography and Mythology : Earinus-Nyx. Vol. 2. J. Murray, 1876. 236-37.
- Thirlwall, Connop. A History of Greece. Vol. 1. New York, NY: Harper and Brothers, 1860. 225.
- この記事にはアメリカ合衆国内で著作権が消滅した次の百科事典本文を含む: Chisholm, Hugh, ed. (1911). "Gelo". Encyclopædia Britannica (英語). Vol. 11 (11th ed.). Cambridge University Press. p. 559.